# 昔蘭尼 (喬治亞州)
昔蘭尼（英語：Cyrene）是位於美國喬治亞州第開特縣的一個非建制地區。該地的面積和人口皆未知。

## 地理
昔蘭尼的座標為30°57′46″N 84°41′32″W / 30.96278°N 84.69222°W，而該地的平均海拔高度為38米（即125英尺）。